# 南郢州
南郢州（なんえいしゅう）は、中国にかつて存在した州。
南北朝時代、北斉により設置された。582年（開皇2年）、隋代により廃止された。

## 下部行政区画
- 東光城郡
  - 東光城県
- 淮南郡
  - 東新蔡県
- 斉安郡
  - 管轄県不詳
- 新蔡郡
  - 管轄県不詳
- 辺城郡
  - 茹由県